# Campionato islandese di pallavolo femminile
Il campionato islandese di pallavolo femminile è un insieme di tornei pallavolistici per squadre di club islandesi, istituiti dalla Federazione pallavolistica dell'Islanda.

## Struttura
- Campionati nazionali professionistici:

Úrvalsdeild: a girone unico, partecipano sette squadre.
- Campionati nazionali non professionistici:

1. dield: a girone unico, partecipano otto squadre.
2. dield: a girone unico, partecipano dodici squadre.
3. dield: a girone unico, partecipano dodici squadre.
4. dield: a girone unico, partecipano dodici squadre.
5. dield: a girone unico, partecipano dodici squadre.
6. dield: a girone unico, partecipano sei squadre.